# Microlicia suborbicularifolia
Microlicia suborbicularifolia är en tvåhjärtbladig växtart som beskrevs av Frederico Carlos Hoehne. Microlicia suborbicularifolia ingår i släktet Microlicia och familjen Melastomataceae. Inga underarter finns listade i Catalogue of Life.